# Vlárský průsmyk

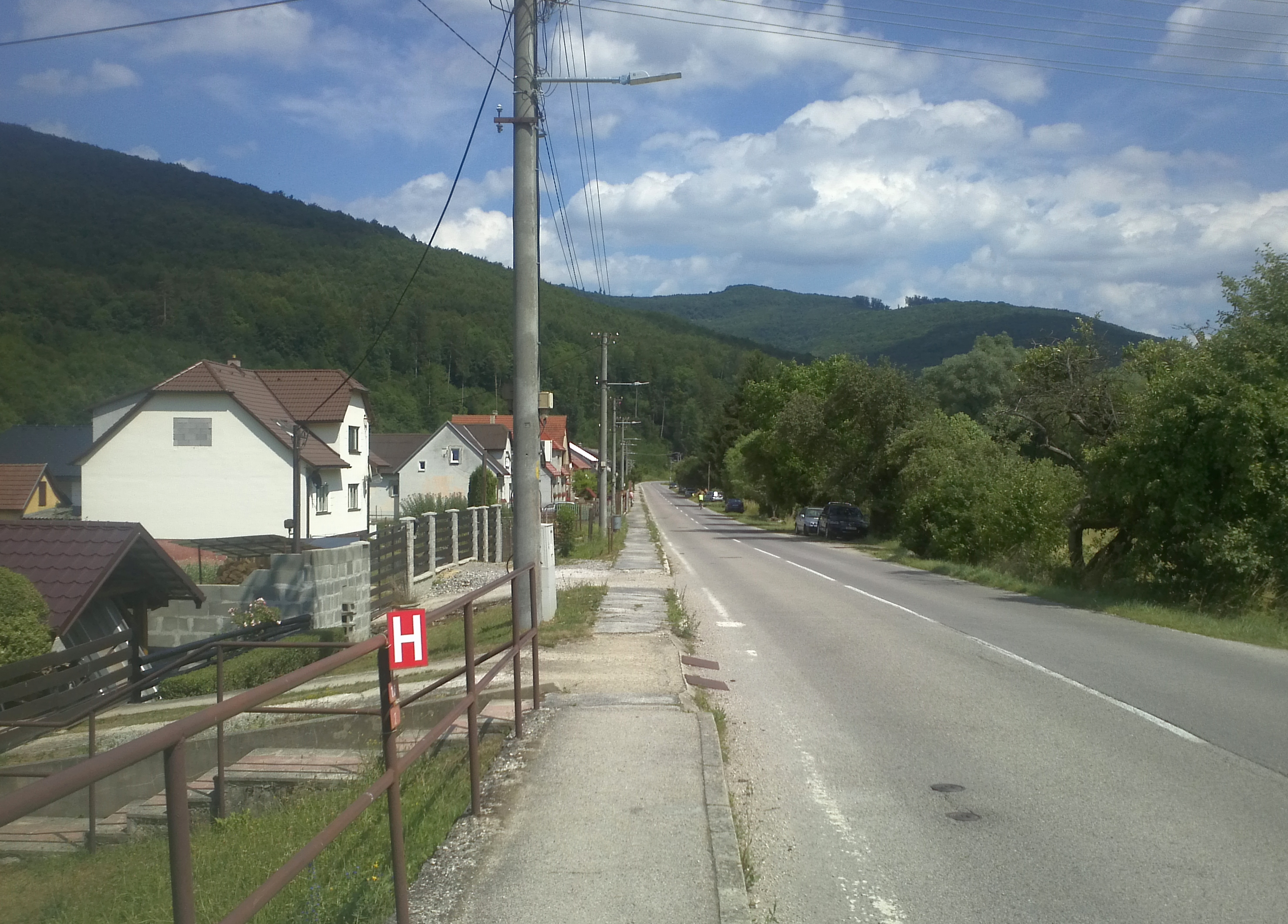
Vlárský průsmyk, pohled na slovenskou stranu od česko-slovenských hranic (osada Rybníky)

Vlárský průsmyk (280 m n. m.), slovensky Vlársky priesmyk, je průlomové údolí řeky Vláry v pohoří Bílé Karpaty na hranicích Česka (město Brumov-Bylnice, okres Zlín) a Slovenska (obec Horné Srnie, okres Trenčín).
Vznik Vlárského průsmyku je příkladem tzv. pirátství vodních toků, kdy Vlára působením zpětné eroze prořízla hřeben Bílých Karpat a rozšířila tak povodí Váhu na úkor povodí Moravy. V rámci Bílých Karpat odděluje Vlárský průsmyk dva geomorfologické podcelky: Lopenickou hornatinu na jihozápadě a Chmeľovskou hornatinu na severovýchodě. Po pravém (jz.) boku údolí se vypíná vrch Čaganov (575 m n. m.), na levé (sv.) straně vystupují vrchy Okrouhlá (654 m n. m.) a Kalinka (493 m n. m.), mezi nimiž, prakticky na státní hranici, ústí do Vláry potok Vlárka (v jeho bočním údolí se nachází osada Sidonie).
Údolí Vláry představuje významnou dopravní spojnici Moravy s Povážím. Prochází jím silnice I/57, jakož i tzv. Vlárská dráha, železniční trať Brno – Kyjov – Veselí nad Moravou – Trenčianska Teplá, zprovozněná 28. října 1888 (na české straně nese příslušný traťový úsek v jízdním řádu označení 341, na slovenské 123). Přímo v průsmyku je na českém území situována železniční stanice Vlárský průsmyk.
Lokalitou též probíhá červeně značená turistická trasa ze Sidonie na horu Javorník (782 m n. m.), součást Cesty hrdinů SNP.